# Route I/63 (Slovaquie)
Pour les articles homonymes, voir I63 et Route 63.
La I/63 (en slovaque : cesta I. triedy 63) est une route slovaque de première catégorie reliant Bratislava à la frontière hongroise. Elle mesure 147,4 km.

## Tracé
- Région de Bratislava
  - Bratislava
  - Rovinka
  - Dunajská Lužná
- Région de Trnava
  - Šamorín
  - Báč
  - Dunajská Streda
  - Dolný Bar
  - Dolný Štál
  - Veľký Meder
- Région de Nitra
  - Bodza
  - Tôň
  - Zlatná na Ostrove
  - Komárno
  - Iža
  - Patince
  - Radvaň nad Dunajom
  - Moča
  - Mužla
  - Štúrovo
- Hongrie